# Oberea infranigrescens
Oberea infranigrescens là một loài bọ cánh cứng trong họ Cerambycidae.